# Diapasón (película)
 Diapasón es una película de Argentina filmada en Eastmancolor dirigida por Jorge Polaco sobre su propio guion que se estrenó el 31 de julio de 1986 y que tuvo como actores principales a Harry Havilio, Carlos Kaufmann, Marta Fridman, Margot Moreyra y José María Gutiérrez.
La película fue premiada en el Festival de Cine de Bruselas en 1987.

## Sinopsis
Un hombre y una mujer en cuya vida los sometimientos, humillaciones y ultrajes físicos son cuestiones cotidianas habitan  una casa rodeados de sirvientes que observan sus acciones. Este filme lleva el título de Diapasón porque el sonido emanado de un diapasón señala las principales diversas etapas de la película.

## Reparto
| Actor                | Personaje |
| -------------------- | --------- |
| Harry Havilio        |           |
| Carlos Kaufmann      |           |
| Marta Fridman        |           |
| Margot Moreyra       |           |
| José María Gutiérrez |           |
| José Havilio         |           |
| Hilda Bernard        |           |
| Salo Vasocchi        |           |
| Omar Benavídez       |           |
| Ariel Bonomi         |           |
| Jorge Polaco         |           |

## Comentarios
Claudio España en La Nación opinó:

«Diapasón: expresionismo y gracia…extraña, pero cautivante…demuestra que aún son posibles los intentos por realizar películas vanguardistas…Esta ópera prima en el largometraje…penetra en el mundo íntimo de los individuos con tanta intensidad y desparpajo que no admitirá términos medios. Diapasón es para odiar o para admirar pero jamás para pasarla por alto.»

Manrupe y Portela escriben:

«Polaco adhiere a la estética de lo horrible e introduce al cine argentino en asuntos nunca abordados. Discutible pero diferente y experimental.»